# Ludwig Basnizki
Ludwig Basnizki (geb. 16. März 1885 in Odenheim, gest. 26. Mai 1957 in Sao Paulo) war ein deutscher Gymnasialprofessor und Autor eines Buches über den jüdischen Kalender, das bis heute verlegt wird.

## Leben
Ludwig Basnizki wuchs als Sohn des jüdischen Möbelfabrikanten Isak Basnizki (* 1853 in Aleksotas, Litauen; † 31. Oktober 1936) und der Ernestine geb. Groß (* 15. September 1853 in Odenheim; † 24. März 1933 in Heidelberg) in Odenheim und Langenbrücken auf. 1903 legte er das Abitur an der Oberrealschule Karlsruhe ab. Nach seinem Studium und dem bestandenen Staatsexamen im Jahre 1905 wurde er in das Beamtenverhältnis als Lehrer in den Staatsdienst übernommen. Er unterrichtete in den folgenden Jahren in Wiesloch, Tauberbischofsheim, Offenburg und Mannheim an Real- und Oberrealschulen. Im Ersten Weltkrieg wurde er bis zum Oberleutnant befördert und erhielt das Eiserne Kreuz und den Bayerischen Militärverdienstorden. 1915 wurde er zum Gymnasialprofessor ernannt. Im Jahr 1920 heiratete Ludwig Basnizki  Martha Rothschild, die Tochter des Heidelberger Arztes Siegmund Rothschild, und ließ sich in Heidelberg nieder. Aus dieser Ehe gingen die Töchter Dora und Hedwig hervor.
Ab 1922 unterrichtete Ludwig Basnizki an der Oberrealschule mit Realgymnasium in der Kettengasse von Heidelberg die Fächer Mathematik, Physik und darstellende Geometrie. Zum 1. Januar 1936 wurde er von den Nationalsozialisten zwangsweise in den Ruhestand versetzt. 1934 war ihm noch das Ehrenkreuz für Frontkämpfer verliehen worden.
Ludwig Basnizki veröffentlichte 1938 das Buch Entstehung und Aufbau des jüdischen Kalenders, das „...bis heute die einzige allgemeinverständliche Darstellung dieses Themas in deutscher Sprache geblieben“ ist.
1939 konnte er mit seiner Frau über die Schweiz nach Brasilien auswandern, wo er im Jahr 1957 starb.

## Familie
Ludwig Basnizkis Bruder Siegfried (* 25. Januar 1889 in Langenbrücken), dessen Frau Margarethe geb. Simon (* 30. September 1898 in Pirmasens), seine Schwester Mina verheiratete Lindauer (* 23. Juni 1887 in Odenheim) und deren Mann Julius Lindauer (* 22. Oktober 1876 in Esslingen am Neckar) wurden von den Nationalsozialisten ermordet.

## Schriften
- Entstehung und Aufbau des jüdischen Kalenders, J. Kauffmann, Frankfurt am Main 1938 (Neuauflagen: Athenäum Verlag, Königstein im Taunus 1986 und Jüdischer Verlag, Frankfurt am Main 1998, ISBN 3-633-54154-3)